# Салданья, Карлус
Ка́рлос Салда́нья (порт.-браз. Carlos Saldanha, род. 24 января 1965, Рио-де-Жанейро, Бразилия) — бразильский режиссёр мультипликационных фильмов, аниматор и продюсер. Наиболее известные работы Карлуса: «Ледниковый период» (2002), «Роботы» (2005), «Ледниковый период 2: Глобальное потепление» (2006), «Ледниковый период 3: Эра динозавров» (2009), «Рио» (2011) и «Рио 2» (2014).

## Биография
Карлус Салданья родился 24 января 1965 года в Рио-де-Жанейро, Бразилия. В 1991 году Салданья переехал в США и обосновался в Нью-Йорке. Там Карлус поступил в Школу искусств (SVA, от англ. School of Visual Arts) в Манхэттене, которую закончил в 1993 году. В SVA Салданья познакомился с Крисом Уэджем, одним из учредителей анимационной студии «Blue Sky Studios». Крис пригласил Карлуса в команду художников, и Салданья согласился. 
Уэдж и Салданья выступили режиссёрами вышедшего в 2002 году анимационного фильма «Ледниковый период». Салданья выступил в роли режиссёра некоторых последующих продолжений («Глобальное потепление» и «Эра динозавров»).

## Фильмография
| Год  | Название                                    | Режиссёр    | Сценарист | Исполнительный продюсер | Другое | Озчвучивание                           | Примечания                                |
| ---- | ------------------------------------------- | ----------- | --------- | ----------------------- | ------ | -------------------------------------- | ----------------------------------------- |
| 1996 | Квартирка Джо                               | Нет         | Нет       | Нет                     | Да     |                                        | Супервайзер: Blue Sky Studios             |
| 1997 | Простое желание                             | Нет         | Нет       | Нет                     | Да     |                                        | Креативный руководитель: Blue Sky Studios |
| 1999 | Бойцовский клуб                             | Нет         | Нет       | Нет                     | Да     |                                        |                                           |
| 2002 | Ледниковый период                           | Со-режиссёр | Нет       | Нет                     | Нет    |                                        |                                           |
| 2005 | Роботы                                      | Со-режиссёр | Нет       | Нет                     | Нет    |                                        |                                           |
| 2006 | Ледниковый период 2: Глобальное потепление  | Да          | Нет       | Нет                     | Да     | Додо                                   |                                           |
| 2009 | Ледниковый период 3: Эра динозавров         | Да          | Нет       | Нет                     | Да     | Детеныши динозавров / Нелетающая птица |                                           |
| 2011 | Рио                                         | Да          | История   | Нет                     | Да     | Второй официант                        |                                           |
| 2012 | Ледниковый период 4: Континентальный дрейф  | Нет         | Нет       | Да                      | Нет    |                                        |                                           |
| 2014 | Рио 2                                       | Да          | История   | Нет                     | Да     | Амазонский перепел                     |                                           |
| 2014 | Рио, я люблю тебя                           | Новелла     | Нет       | Нет                     | Нет    |                                        | Новелла: «Pas de Deux»                    |
| 2016 | Ледниковый период 5: Столкновение неизбежно | Нет         | Нет       | Да                      | Нет    |                                        |                                           |
| 2017 | Фердинанд                                   | Да          | Нет       | Нет                     | Да     | Кричащий Матадор                       | Дополнительные голоса                     |
| 2019 | Камуфляж и шпионаж                          | Нет         | Нет       | Нет                     | Да     |                                        | Senior Creative Team                      |
| 2023 | Нимона                                      | Нет         | Нет       | Нет                     | Да     |                                        | Blue Sky Studios                          |
| 2024 | Гарольд и фиолетовый мелок                  | Да          | Нет       | Нет                     | Нет    |                                        |                                           |
| 2025 | 100 Days                                    | Да          | Нет       | Нет                     | Нет    |                                        |                                           |